# Platyceps collaris
Platyceps collaris är en ormart som beskrevs av Müller 1878. Platyceps collaris ingår i släktet Platyceps och familjen snokar. Inga underarter finns listade i Catalogue of Life.
Denna orm förekommer i ett långsträckt område längs kusten av västra Svarta havet, Marmarasjön och östra Medelhavet från sydöstra Bulgarien över Turkiet till Israel och västra Jordanien. Arten lever i låglandet och i bergstrakter upp till 1500 meter över havet. Den vistas främst i torra och klippiga landskap med buskar och annan låg växtlighet. Dessutom besöks odlingsmark och trädgårdar. Honor lägger tre till fem ägg per tillfälle.
Troligtvis dödas enskilda exemplar av människor som inte vill ha ormar nära sin bostad. Hela populationen anses vara stabil. IUCN kategoriserar arten globalt som livskraftig.